# Adro

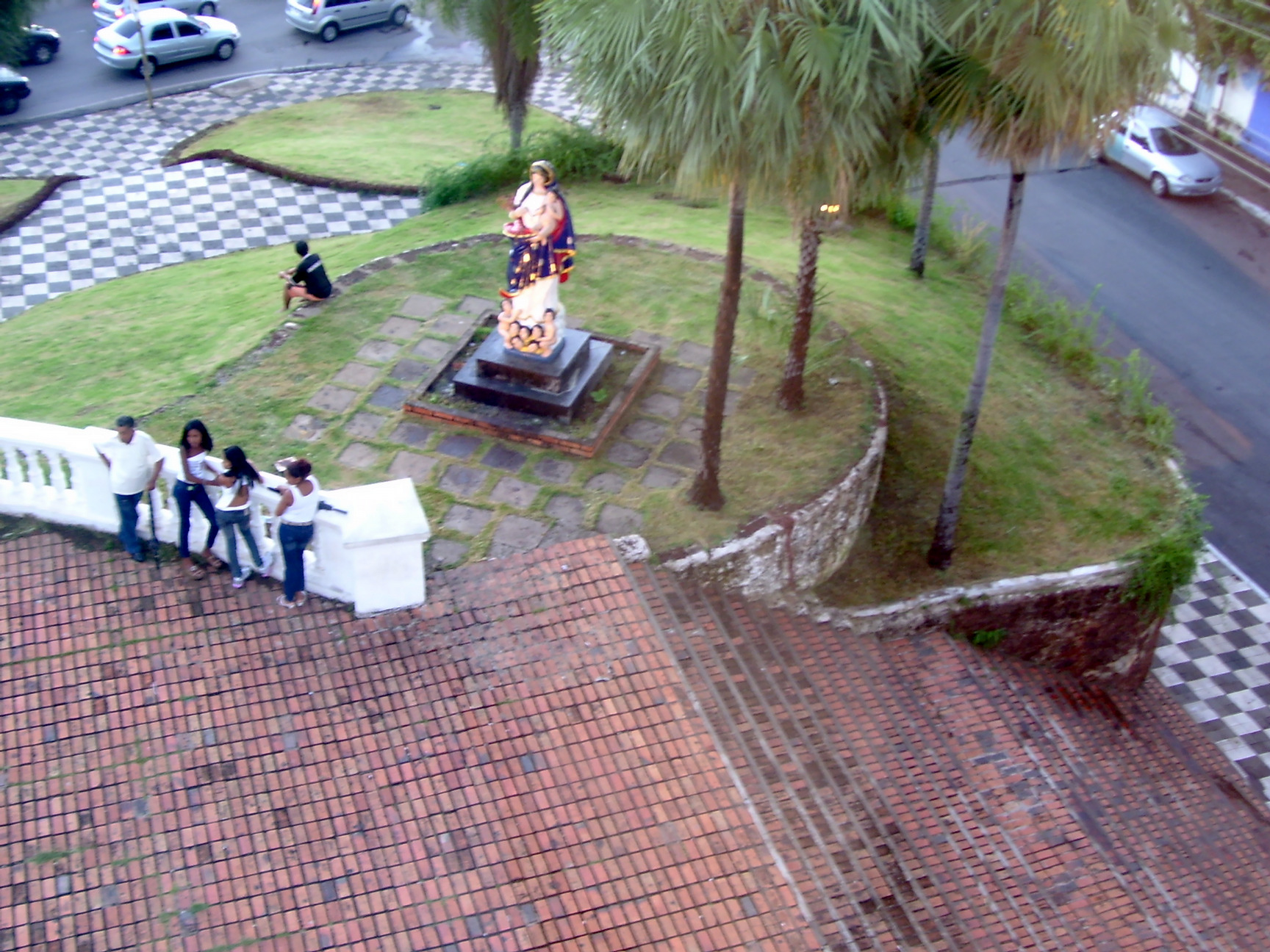
Adro da Igreja de Nossa Senhora do Rosário e São Benedito, em Cuiabá.

Adro é o terreno em frente ou em volta de uma igreja, podendo ser aberto ou murado. Por extensão, o nome também pode designar, em arquitetura, aos terrenos margeantes duma construção. Pode, ainda, ser usada como sinônimo de períbolo e átrio.
Nas igrejas mais antigas é comum, ainda, a existência de cemitérios localizados no adro.

## Histórico

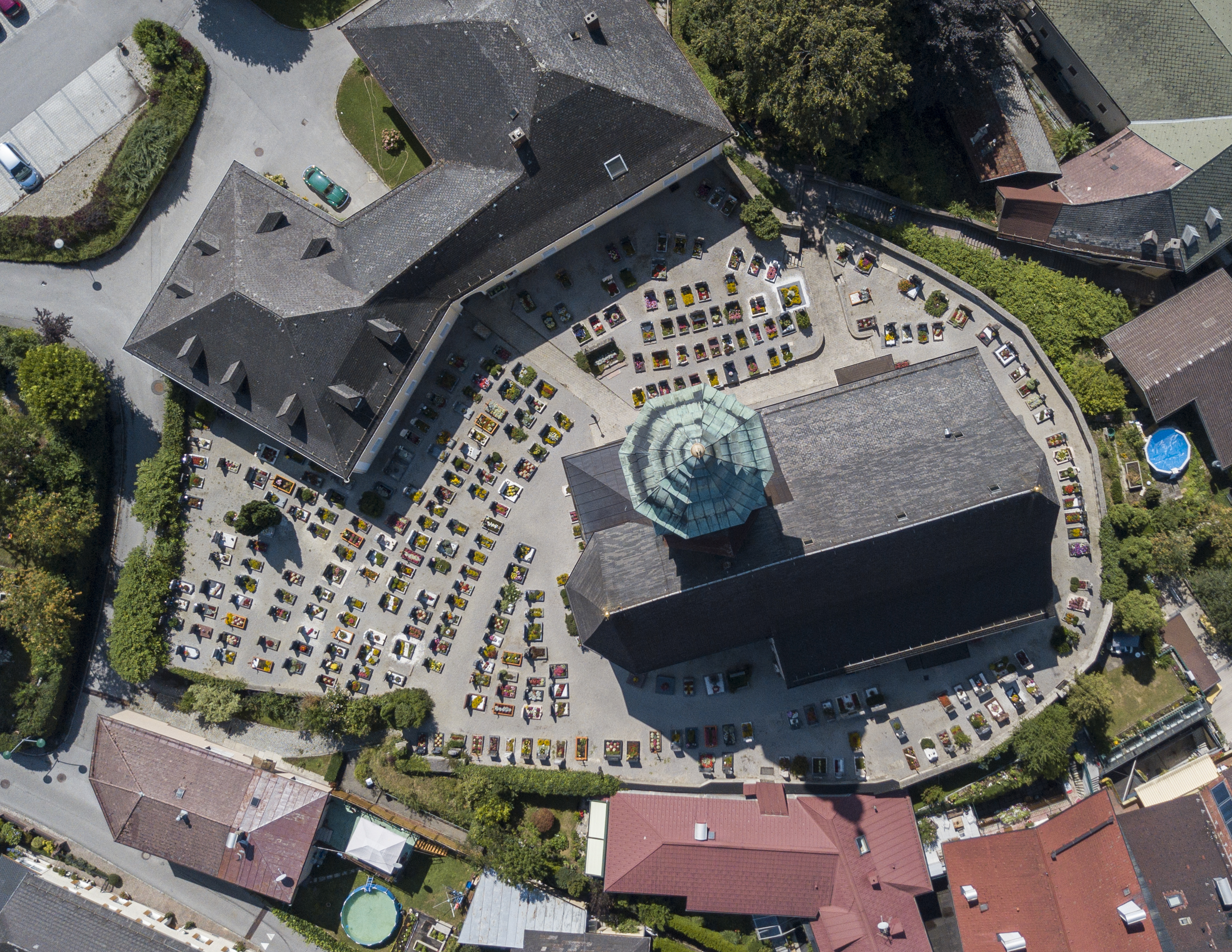
Cemitério no adro de uma igreja na Áustria.

Os cristãos (católicos) procuram ter suas sepulturas próximas de um lugar sagrado para assim obterem o benefício da proteção santificada. O costume de se enterrar pessoas em volta das igrejas, que parece ser tão antigo quanto as próprias, era comum entre famílias que não tinham recursos ou posição social para serem inumadas no interior das mesmas; em lugares como a Grã-Bretanha ou noroeste da França os cemitérios antecederam as igrejas; a maioria das lápides e estelas datam do século VI, pois o solo foi comumente reutilizado para novos enterros e as famílias não podiam pagar por um monumento fúnebre. Este foi o caso do Cemitério de São Nicolau, em Hanôver, construído do lado de fora dos muros da cidade pelo medo da lepra, levada pelos soldados egressos das Cruzadas, e por isto foi construído além das muralhas e é mencionado a primeira vez em 1284 como uma capella leprosorum extra muros.
O uso de adros como local de sepultamento foi sendo gradualmente abandonado na Europa durante os séculos XVII e XVIII em razão da falta de espaço à medida que a população urbana aumentava; em muitos países os enterros nos adros chegaram a ser proibidos por decretos reais ou legislativos, ao passo em muitos adros foram destruídos para a construção de vias públicas ou edifícios.